# Гральний бізнес в Україні

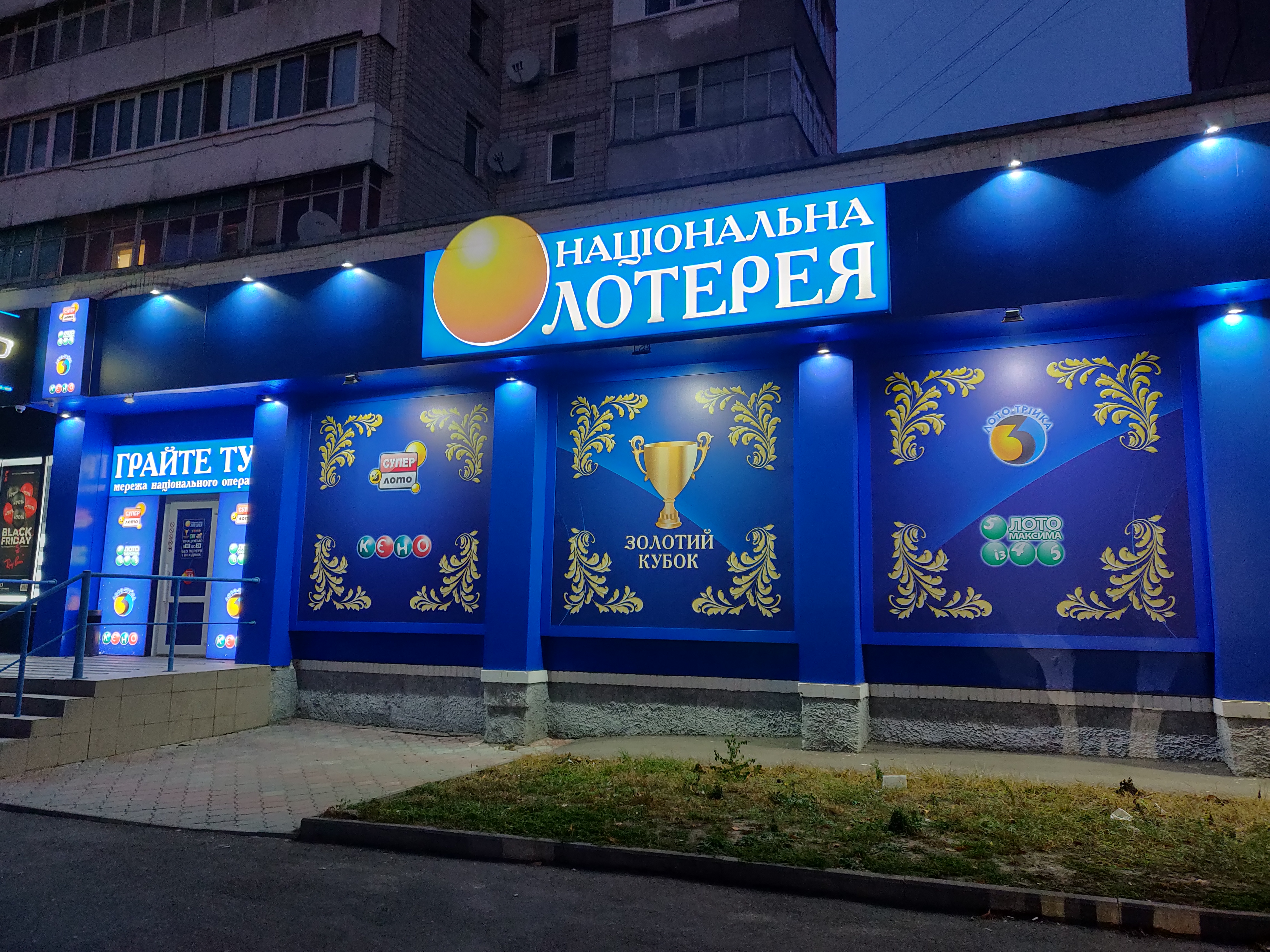
Заклад УНЛ у Білій Церкві

Гра́льний бі́знес в Україні був незаконним з 2009 року до серпня 2020 року. Вона пов'язана з казино, інших гральних місць (домів), букмекерських контор, тоталізаторів, гральних автоматів з грошовим або майновим виграшами, проведенням лотерей (крім державних) та розіграшів з видачею грошових виграшів у готівковій формі — поза банківськими установами або у майновій формі на місці. Казино, інші гральні місця (домівки) повинні займати окремі приміщення або будівлі та мати гральний зал для відвідувачів (крім гральних автоматів та більярдних столів).
У серпні 2020 року в Україні набув чинності закон про легалізацію азартних ігор, згідно з яким, на території країни дозволялася організація азартних ігор у відповідних закладах у режимі офлайн та онлайн, букмекерська діяльність, узаконюються зали ігрових автоматів та покер.
За даними тодішнього Генпрокурора Руслана Рябошапки, за кожним гральним бізнесом стоїть прокурор або поліцейський.

## Історія азартних ігор в Україні
Докладніше: Історія азартних ігор в Україні
У 1991 році в Києві було відкрито перше легальне казино, що стало початком розвитку грального бізнесу в Україні. У 2009 році, через зростання рівня ігрової залежності та відсутність належного регулювання, азартні ігри були заборонені, що призвело до активізації нелегальних гральних закладів та букмекерських контор. У 2020 році розпочався процес легалізації грального бізнесу, що сприяло збільшенню податкових надходжень до державного бюджету. У 2023 році були прийняті нові законодавчі норми, що посилили контроль за діяльністю грального бізнесу, а до 2024 року податкові надходження від цього сектору значно зросли.

## Законодавство

### Законопроєкт №1571
22 грудня 2014 року Верховна Рада України зареєструвала проєкт закону щодо регулювання діяльності казино. Метою закону є легалізація ігорного бізнесу в окремих ігорних зонах та продаж ліцензій для ігорного бізнесу. 23 грудня на голосуванні рішення щодо проєкту не було прийняте.

### Законопроєкт №2285
У жовтні 2019 року Верховна Рада України зареєструвала проєкт закону про легалізацію грального бізнесу, що має впорядкувати правила організації та проведення азартних ігор.

### Закон №768-IX
14 липня 2020 року Верховна рада ухвалила законопроєкт № 2285-д про легалізацію грального бізнесу в Україні. 21 липня ВРУ відхилила три проєкти постанов, які блокували підписання закону про гральний бізнес. 11 серпня закон підписав президентом Зеленський. Згідно з законом, працювати на українському ринку азартних ігор було заборонено будь-якому російському бізнесу або компаніям з російськими директорами.

### Законопроєкт №2713-д
Проєкт закону про оподатковування виграшів виключно понад 8 мінімальних зарплат (48 тис. грн). Має встановити єдину ставку податку на дохід від організації та проведення азартних ігор та випуску та проведення лотерей — 10 %. Також суб'єкти господарювання мали б сплачувати податок на прибуток за загальною ставкою 18 %. 15 липня 2021 року проєкт закону був ухвалений Верховною Радою України у першому читанні.

### Закон №4116-IX
4 грудня 2024 року Верховна рада ухвалила законопроєкт № 9256-д щодо посилення контролю на гральному ринку та ліквідації КРАІЛ. 4 січня 2025 року президент Зеленський підписав його. 

## Санкції проти грального бізнесу в Україні
Запровадження санкцій проти грального бізнесу в Україні відбулося 11 березня 2023 року, коли на сайті Офісу президента був опублікований Указ про застосування санкцій РНБО щодо 120 фізичних та 287 юридичних осіб, пов'язаних із гральним бізнесом. До списку потрапила найбільша українська букмекерська компанія Parimatch із кількома афілійованими з нею юридичними особами, наприклад, Parimatch Foundation, який було перейменовано на Фонд Катерини Білоруської.
Офіційна причина введення санкцій — російське походження або співпраця з країною-агресором. Перший віцепрем'єр Юлія Свириденко заявила, що санкції мали перекрити одне з джерел податкового наповнення бюджету Росії. Санкції розраховано на 50 років, вони передбачають блокування активів, припинення торгових операцій, недопущення виведення капіталу з України та інші обмеження. Більшість персональних санкцій стосуються громадян Росії, які займаються гральним бізнесом, але також охоплюють громадян Кіпру, Вірменії, Великобританії, Польщі, Туреччини та Нідерландів.
Юридичними особами в списку були російські букмекерські контори, організатори лотерей та інші, такі як Спортбет, Бетсіті, Матчбет, Парі, Марафон, БК Олімп, СпортБет, F.O.N., Фортуна. Серед українських компаній: Parimatch, Pokermatch.YUA, Pointloto, Leo Financial Company і Your Betting Company (що планувала працювати під брендом 1XBet). Більшість підсанкційних компаній працювали в сірій зоні ринку, не маючи українських ліцензій на букмекерську діяльність. Серед українських компаній у списку лише Parimatch і Pointloto мали ліцензії на ведення грального бізнесу.
Parimatch — одна з українських компаній, яка потрапила під санкції, на її рахунках було заблоковано 270 млн грн коштів користувачів. За даними СБУ, до структури компаній Parimatch Tech належать компанії, створені громадянами РФ, холдинг включав юридичних осіб із РФ, що працювали на території окупованого Криму, а у відмиванні коштів розміром 2,5 млрд грн брали участь Ibox Bank та ТОВ «Фінансова компанія Лео».
У серпні 2024 року, за повідомленням ДБР, в управління АРМА було передано 2,2 млрд грн із рахунків «Укр Гейм Технолоджі» (бренд Pin-Up), пов’язаного з представниками РФ. 30 жовтня 2024 року Печерський суд Києва повторно заарештував 2,6 млрд грн онлайн-казино Pin-Up, що підозрювали в відмиванні російських грошей. 10 січня 2025 року правоохоронці затримали номінального власника казино PIN-UP Ігоря Зотька. А 3 червня цього ж року Держагенство Плейсіті анулювало ліцензію казино PIN-UP.

## Статистика
Дохід сектору легальних азартних ігор в Україні протягом 2023 року склав 55,6 млрд грн, що у 28 разів перевешлило результат 2022 року. 75 % доходу отримали «Спейсикс», «Фавбет» та «Укр Гейм Технолоджі».
|    | Назва компанії                 | Назва бренду     | Прибуток (млрд. грн) | У відсотках |
| -- | ------------------------------ | ---------------- | -------------------- | ----------- |
| 1  | Спейсикс                       | Cosmolot         | 27,95                | 50,89       |
| 2  | Фавбет                         | Favbet           | 9,79                 | 17,83       |
| 3  | Укр Гейм Технолоджі            | Pin-Up           | 3,62                 | 6,59        |
| 4  | Слотс Ю.Ей                     | Slotoking та 777 | 3,42                 | 6,23        |
| 5  | Вбет                           | Vbet             | 3,1                  | 5,64        |
| 6  | Геймдев                        | Slots City       | 2,51                 | 4,57        |
| 7  | Фьорст Елемент                 | First            | 2                    | 3,64        |
| 8  | Лімон                          | ChampionCasino   | 1,42                 | 2,59        |
| 9  | Нейтів АППС                    | Super Gra        | 0,6                  | 1,09        |
| 10 | Українська національна лотерея | УНЛ              | 0,51                 | 0,93        |

## Джерело публікації
- Ковтун Євгеній. Правове регулювання грального бізнесу в Україні та іноземних державах. — 2008. ISBN 978-966-2063-07-3